# 和気郡

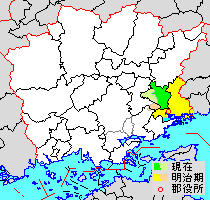
岡山県和気郡の位置（緑：和気町 薄黄：後に他郡に編入された区域 薄緑・水色：後に他郡から編入された区域）

- 令制国一覧 > 山陽道 > 備前国 > 和気郡
- 日本 > 中国地方 > 岡山県 > 和気郡

和気郡（わけぐん）は、岡山県（備前国）の郡。
人口12,533人、面積144.21km²、人口密度86.9人/km²。（2025年2月1日、推計人口）
以下の1町を含む。
- 和気町（わけちょう）

## 郡域
1878年（明治11年）に行政区画として発足した当時の郡域は、下記の区域にあたる。
- 岡山市
  - 東区の一部（瀬戸町弓削）
- 備前市の大部分（佐山・鶴海を除く）
- 赤磐市の一部（吉井川以東）
- 和気町の大部分（吉井川以東）
- 兵庫県赤穂市の一部（福浦）

## 歴史
721年（養老5年）に赤坂郡より東部（吉井西岸地域）・邑久郡より北部・北東部それぞれ割譲し設置された藤原郡（東野郡、藤野郡）が、788年（延暦7年）に吉井川を境に西側を磐梨郡、東側を和気郡として分割して設置された。
当地は奈良・平安時代に活躍した和気清麻呂の出身地域であり、隣接する磐梨郡とともに豪族和気氏の勢力下にあった。
和名抄には坂長郷、藤野郷、益原郷、新田郷、香登郷の5郷が記載されている。なお和気郷は、和名抄では磐梨郡に所属している。郡衙の位置は藤野郷と推定されており、和気町藤野にある推定地には和気氏政庁跡の碑が建てられ、整備されている。
延喜式神名帳に記載される神社として、神根神社がある。
郡制廃止後の地方事務所は和気町に設置された。

### 近世以降の沿革
- 明治初年時点では全域が備前岡山藩領であった。「旧高旧領取調帳」に記載されている明治初年時点での村は以下の通り。（90村）

坂根村、弓削村、畠田村、新庄村、福田村、香登西村、香登本村、大内村、伊部村、浦伊部村、久々井村、勢力村、千躰村、東片上村、伊里中村、木谷村、八木山村、蕃山村、麻宇那村、友延村、難田村、日生村、寒河村、福浦村、西片上村、三石村、野谷村、金谷村、田倉村、倉吉村、南方村、吉永中村、三股村、吉永北方村、葛籠村、小板屋村、山津田村、神根本村、門出村、南谷村、大藤村、大股村、八塔寺村、滝谷村、東畑村、下畑村、脇谷村、樫村、吉田村、大中山村、清水村、藤野村、下原村、野吉村、日室村、稲坪村、入田村、奥吉原村、小中山村、森村、尺所村、曽根村、和気村、益原村、天瀬村、河本村、竜ヶ鼻村、矢田村、苦木村、塩田村、奥塩田村、北山方村、南山方村、大岩村、片倉村、上田土村、木倉村、日笠下村、日笠上村、岸野村、室原村、飯掛村、牛中村、井田村、野谷新田、福浦新田、五石新田、閑谷新田村、和意谷新田村、大多府村
- 明治4年
  - 7月14日（1871年8月29日） - 廃藩置県により岡山県の管轄となる。
  - 吉永北方村が改称して北方村となる。
- 明治8年（1875年） - 以下の村の統合などが行われる。（69村）

- 穂浪村 ← 難田村、井田村
- 福満村 ← 田倉村、倉吉村
- 岩崎村 ← 北方村、葛籠村
- 今崎村 ← 小板屋村、山津田村
- 高田村 ← 門出村、南谷村
- 都留岐村 ← 大藤村、大股村
- 加賀美村 ← 八塔寺村、下畑村
- 多麻村 ← 滝谷村、東畑村

- 和意谷村 ← 脇谷村、樫村、和意谷新田村
- 泉村 ← 下原村、野吉村
- 衣笠村 ← 稲坪村、入田村、森村
- 福富村 ← 小中山村、曽根村［枝村南曽根］
- 岩戸村 ← 天瀬村、河本村
- 丸山村 ← 大岩村、片倉村
- 保曽村 ← 岸野村、室原村
- 笹目村 ← 飯掛村、牛中村

- 曽根村の残部が和気村に合併。
- 竜ヶ鼻村が矢田村に、野谷新田が野谷村に、福浦新田が福浦村に、五石新田が三石村にそれぞれ合併。
- 上田土村が改称して田土村となる。
- 尺所村の一部（枝村大田原）が分立して大田原村となる。

- 明治11年（1878年）9月29日 - 郡区町村編制法の岡山県での施行により、行政区画としての和気郡が発足。郡役所が西片上村に設置。

### 町村制以降の沿革
- 明治22年（1889年）6月1日 - 町村制の施行により、以下の各村が発足。（18村）
  - 熊山村 ← 弓削村（現・岡山市）、勢力村、千躰村、奥吉原村（現・赤磐市）
  - 鶴山村 ← 新庄村、畠田村、福田村、坂根村（現・備前市）
  - 香登村 ← 香登西村、香登本村、大内村（現・備前市）
  - 伊部村 ← 伊部村、浦伊部村、久々井村（現・備前市）
  - 片上村 ← 西片上村、東片上村（現・備前市）
  - 伊里村 ← 蕃山村、麻宇那村、木谷村、閑谷新田村、穂浪村、伊里中村、友延村（現・備前市）
  - 日生村 ← 日生村、大多府村（現・備前市）
  - 福河村 ← 寒河村（現・備前市）、福浦村（現・備前市、兵庫県赤穂市）
  - 三石村 ← 三石村、八木山村、野谷村（現・備前市）
  - 英保村 ← 福満村、金谷村、南方村、吉永中村、三股村、岩崎村（現・備前市）
  - 神根村 ← 神根本村、今崎村、高田村、和意谷村（現・備前市）
  - 三国村 ← 加賀美村、多麻村、都留岐村、笹目村（現・備前市）
  - 藤野村 ← 吉田村、藤野村、泉村、大田原村（現・和気町）
  - 本荘村 ← 大中山村、清水村、衣笠村、福富村、日室村、尺所村（現・和気町）
  - 和気村 ← 益原村、和気村（現・和気町）
  - 日笠村 ← 日笠下村、日笠上村、木倉村、保曽村（現・和気町）
  - 山田村 ← 矢田村、岩戸村、田土村、丸山村、南山方村（現・和気町）
  - 塩田村 ← 塩田村、奥塩田村、北山方村、苦木村（現・和気町）
- 明治33年（1900年）4月1日 - 郡制を施行。郡役所は和気村[3]。
- 明治34年（1901年）2月6日（2町16村）
  - 片上村が町制施行して片上町となる。
  - 和気村が町制施行して和気町となる。
- 明治39年（1906年）3月28日（4町14村）
  - 日生村が町制施行して日生町となる。
  - 三石村が町制施行して三石町となる。
- 明治45年（1912年）4月1日 - 伊部村が町制施行して伊部町となる。（5町13村）
- 大正12年（1923年）4月1日 - 郡会が廃止。郡役所は存続。
- 大正15年（1926年）7月1日 - 郡役所が廃止。以降は地域区分名称となる。
- 昭和2年（1927年）10月1日 - 香登村が町制施行して香登町となる。（6町12村）
- 昭和23年（1948年）
  - 10月20日 - 英保村が町制施行して英保町となる。（7町11村）
  - 11月1日 - 英保町が改称して吉永町となる。
- 昭和25年（1950年）4月1日 - 本荘村が町制施行して本荘町となる。（8町10村）
- 昭和26年（1951年）
  - 4月1日 - 伊部町・片上町が合併して備前町が発足。（7町10村）
  - 11月3日 - 伊里村が町制施行して伊里町となる。（8町9村）
- 昭和28年（1953年）
  - 4月1日 - 藤野村・本荘町・和気町・日笠村が赤磐郡石生村と合併し、改めて和気町が発足。（7町7村）
  - 12月15日 - 熊山村が分割し、一部（弓削）が赤磐郡万富町に編入、残部（勢力・千躰・奥吉原）が赤磐郡豊田村・小野田村・可真村と合併して赤磐郡熊山町が発足。（7町6村）
- 昭和29年（1954年）3月1日 - 吉永町・神根村・三国村が合併し、改めて吉永町が発足。（7町4村）
- 昭和30年（1955年）3月31日（6町）
  - 鶴山村・香登町・備前町・伊里町が邑久郡鶴山村と合併し、改めて備前町が発足。
  - 日生町・福河村が合併し、改めて日生町が発足。
  - 山田村・塩田村が赤磐郡佐伯村と合併して佐伯町が発足。
- 昭和38年（1963年）9月1日 - 日生町の一部（福浦のうち現・日生町寺山を除く）が兵庫県赤穂市に編入（越境合併）。
- 昭和46年（1971年）4月1日 - 備前町・三石町が合併して備前市が発足し、郡より離脱。（4町）
- 平成17年（2005年）3月22日 - 日生町・吉永町が備前市と合併し、改めて備前市が発足、郡より離脱。（2町）
- 平成18年（2006年）3月1日 - 和気町・佐伯町が合併し、改めて和気町が発足。（1町）

### 変遷表
| 明治22年以前    | 明治22年4月1日  | 明治22年 - 大正15年   | 昭和1年 - 昭和27年           | 昭和28年 - 昭和29年                  | 昭和30年 - 昭和37年                | 昭和38年 - 昭和63年                | 平成1年 - 現在               | 現在          |
| --------------- | --------------- | --------------------- | ---------------------------- | ------------------------------------ | ---------------------------------- | ---------------------------------- | ---------------------------- | ------------- |
| 西片上村        | 片上村          | 明治34年2月6日 町制   | 昭和26年4月1日 備前町        | 備前町                               | 昭和30年3月31日 備前町             | 昭和46年4月1日 備前市              | 平成17年3月22日 備前市       | 備前市        |
| 東片上村        | 片上村          | 明治34年2月6日 町制   | 昭和26年4月1日 備前町        | 備前町                               | 昭和30年3月31日 備前町             | 昭和46年4月1日 備前市              | 平成17年3月22日 備前市       | 備前市        |
| 伊部村          | 伊部村          | 明治45年4月1日 町制   | 昭和26年4月1日 備前町        | 備前町                               | 昭和30年3月31日 備前町             | 昭和46年4月1日 備前市              | 平成17年3月22日 備前市       | 備前市        |
| 浦伊部村        | 伊部村          | 明治45年4月1日 町制   | 昭和26年4月1日 備前町        | 備前町                               | 昭和30年3月31日 備前町             | 昭和46年4月1日 備前市              | 平成17年3月22日 備前市       | 備前市        |
| 久々井村        | 伊部村          | 明治45年4月1日 町制   | 昭和26年4月1日 備前町        | 備前町                               | 昭和30年3月31日 備前町             | 昭和46年4月1日 備前市              | 平成17年3月22日 備前市       | 備前市        |
| 香登西村        | 香登村          | 昭和2年10月1日 町制   | 香登町                       | 香登町                               | 昭和30年3月31日 備前町             | 昭和46年4月1日 備前市              | 平成17年3月22日 備前市       | 備前市        |
| 香登本村        | 香登村          | 昭和2年10月1日 町制   | 香登町                       | 香登町                               | 昭和30年3月31日 備前町             | 昭和46年4月1日 備前市              | 平成17年3月22日 備前市       | 備前市        |
| 大内村          | 香登村          | 昭和2年10月1日 町制   | 香登町                       | 香登町                               | 昭和30年3月31日 備前町             | 昭和46年4月1日 備前市              | 平成17年3月22日 備前市       | 備前市        |
| 蕃山村          | 伊里村          | 伊里村                | 昭和26年11月3日 町制         | 伊里町                               | 昭和30年3月31日 備前町             | 昭和46年4月1日 備前市              | 平成17年3月22日 備前市       | 備前市        |
| 麻宇那村        | 伊里村          | 伊里村                | 昭和26年11月3日 町制         | 伊里町                               | 昭和30年3月31日 備前町             | 昭和46年4月1日 備前市              | 平成17年3月22日 備前市       | 備前市        |
| 木谷村          | 伊里村          | 伊里村                | 昭和26年11月3日 町制         | 伊里町                               | 昭和30年3月31日 備前町             | 昭和46年4月1日 備前市              | 平成17年3月22日 備前市       | 備前市        |
| 閑谷新田村      | 伊里村          | 伊里村                | 昭和26年11月3日 町制         | 伊里町                               | 昭和30年3月31日 備前町             | 昭和46年4月1日 備前市              | 平成17年3月22日 備前市       | 備前市        |
| 穂浪村          | 伊里村          | 伊里村                | 昭和26年11月3日 町制         | 伊里町                               | 昭和30年3月31日 備前町             | 昭和46年4月1日 備前市              | 平成17年3月22日 備前市       | 備前市        |
| 伊里中村        | 伊里村          | 伊里村                | 昭和26年11月3日 町制         | 伊里町                               | 昭和30年3月31日 備前町             | 昭和46年4月1日 備前市              | 平成17年3月22日 備前市       | 備前市        |
| 友延村          | 伊里村          | 伊里村                | 昭和26年11月3日 町制         | 伊里町                               | 昭和30年3月31日 備前町             | 昭和46年4月1日 備前市              | 平成17年3月22日 備前市       | 備前市        |
| 新庄村          | 鶴山村          | 鶴山村                | 鶴山村                       | 鶴山村                               | 昭和30年3月31日 備前町             | 昭和46年4月1日 備前市              | 平成17年3月22日 備前市       | 備前市        |
| 畠田村          | 鶴山村          | 鶴山村                | 鶴山村                       | 鶴山村                               | 昭和30年3月31日 備前町             | 昭和46年4月1日 備前市              | 平成17年3月22日 備前市       | 備前市        |
| 福田村          | 鶴山村          | 鶴山村                | 鶴山村                       | 鶴山村                               | 昭和30年3月31日 備前町             | 昭和46年4月1日 備前市              | 平成17年3月22日 備前市       | 備前市        |
| 坂根村          | 鶴山村          | 鶴山村                | 鶴山村                       | 鶴山村                               | 昭和30年3月31日 備前町             | 昭和46年4月1日 備前市              | 平成17年3月22日 備前市       | 備前市        |
| 邑久郡 佐山村   | 邑久郡 鶴山村   | 邑久郡 鶴山村         | 邑久郡 鶴山村                | 邑久郡 鶴山村                        | 昭和30年3月31日 備前町             | 昭和46年4月1日 備前市              | 平成17年3月22日 備前市       | 備前市        |
| 邑久郡 鶴海村   | 邑久郡 鶴山村   | 邑久郡 鶴山村         | 邑久郡 鶴山村                | 邑久郡 鶴山村                        | 昭和30年3月31日 備前町             | 昭和46年4月1日 備前市              | 平成17年3月22日 備前市       | 備前市        |
| 三石村          | 三石村          | 明治39年3月28日 町制  | 三石町                       | 三石町                               | 三石町                             | 昭和46年4月1日 備前市              | 平成17年3月22日 備前市       | 備前市        |
| 八木山村        | 三石村          | 明治39年3月28日 町制  | 三石町                       | 三石町                               | 三石町                             | 昭和46年4月1日 備前市              | 平成17年3月22日 備前市       | 備前市        |
| 野谷村          | 三石村          | 明治39年3月28日 町制  | 三石町                       | 三石町                               | 三石町                             | 昭和46年4月1日 備前市              | 平成17年3月22日 備前市       | 備前市        |
| 福満村          | 英保村          | 昭和23年10月20日 町制 | 昭和23年11月1日 改称 吉永町  | 昭和29年3月1日 吉永町                | 吉永町                             | 吉永町                             | 平成17年3月22日 備前市       | 備前市        |
| 金谷村          | 英保村          | 昭和23年10月20日 町制 | 昭和23年11月1日 改称 吉永町  | 昭和29年3月1日 吉永町                | 吉永町                             | 吉永町                             | 平成17年3月22日 備前市       | 備前市        |
| 南方村          | 英保村          | 昭和23年10月20日 町制 | 昭和23年11月1日 改称 吉永町  | 昭和29年3月1日 吉永町                | 吉永町                             | 吉永町                             | 平成17年3月22日 備前市       | 備前市        |
| 吉永中村        | 英保村          | 昭和23年10月20日 町制 | 昭和23年11月1日 改称 吉永町  | 昭和29年3月1日 吉永町                | 吉永町                             | 吉永町                             | 平成17年3月22日 備前市       | 備前市        |
| 三股村          | 英保村          | 昭和23年10月20日 町制 | 昭和23年11月1日 改称 吉永町  | 昭和29年3月1日 吉永町                | 吉永町                             | 吉永町                             | 平成17年3月22日 備前市       | 備前市        |
| 岩崎村          | 英保村          | 昭和23年10月20日 町制 | 昭和23年11月1日 改称 吉永町  | 昭和29年3月1日 吉永町                | 吉永町                             | 吉永町                             | 平成17年3月22日 備前市       | 備前市        |
| 神根本村        | 神根村          | 神根村                | 神根村                       | 昭和29年3月1日 吉永町                | 吉永町                             | 吉永町                             | 平成17年3月22日 備前市       | 備前市        |
| 今崎村          | 神根村          | 神根村                | 神根村                       | 昭和29年3月1日 吉永町                | 吉永町                             | 吉永町                             | 平成17年3月22日 備前市       | 備前市        |
| 高田村          | 神根村          | 神根村                | 神根村                       | 昭和29年3月1日 吉永町                | 吉永町                             | 吉永町                             | 平成17年3月22日 備前市       | 備前市        |
| 和意谷村        | 神根村          | 神根村                | 神根村                       | 昭和29年3月1日 吉永町                | 吉永町                             | 吉永町                             | 平成17年3月22日 備前市       | 備前市        |
| 加賀美村        | 三国村          | 三国村                | 三国村                       | 昭和29年3月1日 吉永町                | 吉永町                             | 吉永町                             | 平成17年3月22日 備前市       | 備前市        |
| 多麻村          | 三国村          | 三国村                | 三国村                       | 昭和29年3月1日 吉永町                | 吉永町                             | 吉永町                             | 平成17年3月22日 備前市       | 備前市        |
| 都留岐村        | 三国村          | 三国村                | 三国村                       | 昭和29年3月1日 吉永町                | 吉永町                             | 吉永町                             | 平成17年3月22日 備前市       | 備前市        |
| 笹目村          | 三国村          | 三国村                | 三国村                       | 昭和29年3月1日 吉永町                | 吉永町                             | 吉永町                             | 平成17年3月22日 備前市       | 備前市        |
| 日生村          | 日生村          | 明治39年3月28日 町制  | 日生町                       | 日生町                               | 昭和30年3月31日 日生町             | 日生町                             | 平成17年3月22日 備前市       | 備前市        |
| 大多府村        | 日生村          | 明治39年3月28日 町制  | 日生町                       | 日生町                               | 昭和30年3月31日 日生町             | 日生町                             | 平成17年3月22日 備前市       | 備前市        |
| 寒河村          | 福河村          | 福河村                | 福河村                       | 福河村                               | 昭和30年3月31日 日生町             | 日生町                             | 平成17年3月22日 備前市       | 備前市        |
| 福浦村          | 福河村          | 福河村                | 福河村                       | 福河村                               | 昭和30年3月31日 日生町             | 昭和38年9月1日 兵庫県 赤穂市に編入 | 兵庫県 赤穂市                | 兵庫県 赤穂市 |
| 益原村          | 和気村          | 明治34年2月6日 町制   | 和気町                       | 昭和28年4月1日 和気町                | 和気町                             | 和気町                             | 平成18年3月1日 和気町        | 和気町        |
| 和気村          | 和気村          | 明治34年2月6日 町制   | 和気町                       | 昭和28年4月1日 和気町                | 和気町                             | 和気町                             | 平成18年3月1日 和気町        | 和気町        |
| 大中山村        | 本荘村          | 本荘村                | 昭和25年4月1日 町制          | 昭和28年4月1日 和気町                | 和気町                             | 和気町                             | 平成18年3月1日 和気町        | 和気町        |
| 清水村          | 本荘村          | 本荘村                | 昭和25年4月1日 町制          | 昭和28年4月1日 和気町                | 和気町                             | 和気町                             | 平成18年3月1日 和気町        | 和気町        |
| 衣笠村          | 本荘村          | 本荘村                | 昭和25年4月1日 町制          | 昭和28年4月1日 和気町                | 和気町                             | 和気町                             | 平成18年3月1日 和気町        | 和気町        |
| 福富村          | 本荘村          | 本荘村                | 昭和25年4月1日 町制          | 昭和28年4月1日 和気町                | 和気町                             | 和気町                             | 平成18年3月1日 和気町        | 和気町        |
| 日室村          | 本荘村          | 本荘村                | 昭和25年4月1日 町制          | 昭和28年4月1日 和気町                | 和気町                             | 和気町                             | 平成18年3月1日 和気町        | 和気町        |
| 尺所村          | 本荘村          | 本荘村                | 昭和25年4月1日 町制          | 昭和28年4月1日 和気町                | 和気町                             | 和気町                             | 平成18年3月1日 和気町        | 和気町        |
| 吉田村          | 藤野村          | 藤野村                | 藤野村                       | 昭和28年4月1日 和気町                | 和気町                             | 和気町                             | 平成18年3月1日 和気町        | 和気町        |
| 藤野村          | 藤野村          | 藤野村                | 藤野村                       | 昭和28年4月1日 和気町                | 和気町                             | 和気町                             | 平成18年3月1日 和気町        | 和気町        |
| 泉村            | 藤野村          | 藤野村                | 藤野村                       | 昭和28年4月1日 和気町                | 和気町                             | 和気町                             | 平成18年3月1日 和気町        | 和気町        |
| 大田原村        | 藤野村          | 藤野村                | 藤野村                       | 昭和28年4月1日 和気町                | 和気町                             | 和気町                             | 平成18年3月1日 和気町        | 和気町        |
| 日笠下村        | 日笠村          | 日笠村                | 日笠村                       | 昭和28年4月1日 和気町                | 和気町                             | 和気町                             | 平成18年3月1日 和気町        | 和気町        |
| 日笠上村        | 日笠村          | 日笠村                | 日笠村                       | 昭和28年4月1日 和気町                | 和気町                             | 和気町                             | 平成18年3月1日 和気町        | 和気町        |
| 木倉村          | 日笠村          | 日笠村                | 日笠村                       | 昭和28年4月1日 和気町                | 和気町                             | 和気町                             | 平成18年3月1日 和気町        | 和気町        |
| 保曽村          | 日笠村          | 日笠村                | 日笠村                       | 昭和28年4月1日 和気町                | 和気町                             | 和気町                             | 平成18年3月1日 和気町        | 和気町        |
| 磐梨郡 田原上村 | 磐梨郡 石生村   | 明治33年4月1日 赤磐郡 | 赤磐郡 石生村                | 昭和28年4月1日 和気町                | 和気町                             | 和気町                             | 平成18年3月1日 和気町        | 和気町        |
| 磐梨郡 田原下村 | 磐梨郡 石生村   | 明治33年4月1日 赤磐郡 | 赤磐郡 石生村                | 昭和28年4月1日 和気町                | 和気町                             | 和気町                             | 平成18年3月1日 和気町        | 和気町        |
| 磐梨郡 原村     | 磐梨郡 石生村   | 明治33年4月1日 赤磐郡 | 赤磐郡 石生村                | 昭和28年4月1日 和気町                | 和気町                             | 和気町                             | 平成18年3月1日 和気町        | 和気町        |
| 磐梨郡 本村     | 磐梨郡 石生村   | 明治33年4月1日 赤磐郡 | 赤磐郡 石生村                | 昭和28年4月1日 和気町                | 和気町                             | 和気町                             | 平成18年3月1日 和気町        | 和気町        |
| 矢田村          | 山田村          | 山田村                | 山田村                       | 山田村                               | 昭和30年3月31日 佐伯町             | 佐伯町                             | 平成18年3月1日 和気町        | 和気町        |
| 岩戸村          | 山田村          | 山田村                | 山田村                       | 山田村                               | 昭和30年3月31日 佐伯町             | 佐伯町                             | 平成18年3月1日 和気町        | 和気町        |
| 田土村          | 山田村          | 山田村                | 山田村                       | 山田村                               | 昭和30年3月31日 佐伯町             | 佐伯町                             | 平成18年3月1日 和気町        | 和気町        |
| 丸山村          | 山田村          | 山田村                | 山田村                       | 山田村                               | 昭和30年3月31日 佐伯町             | 佐伯町                             | 平成18年3月1日 和気町        | 和気町        |
| 南山方村        | 山田村          | 山田村                | 山田村                       | 山田村                               | 昭和30年3月31日 佐伯町             | 佐伯町                             | 平成18年3月1日 和気町        | 和気町        |
| 塩田村          | 塩田村          | 塩田村                | 塩田村                       | 塩田村                               | 昭和30年3月31日 佐伯町             | 佐伯町                             | 平成18年3月1日 和気町        | 和気町        |
| 奥塩田村        | 塩田村          | 塩田村                | 塩田村                       | 塩田村                               | 昭和30年3月31日 佐伯町             | 佐伯町                             | 平成18年3月1日 和気町        | 和気町        |
| 北山方村        | 塩田村          | 塩田村                | 塩田村                       | 塩田村                               | 昭和30年3月31日 佐伯町             | 佐伯町                             | 平成18年3月1日 和気町        | 和気町        |
| 苦木村          | 塩田村          | 塩田村                | 塩田村                       | 塩田村                               | 昭和30年3月31日 佐伯町             | 佐伯町                             | 平成18年3月1日 和気町        | 和気町        |
| 磐梨郡 父井原村 | 磐梨郡 佐伯本村 | 明治33年4月1日 赤磐郡 | 昭和17年4月1日 赤磐郡 佐伯村 | 赤磐郡 佐伯村                        | 昭和30年3月31日 佐伯町             | 佐伯町                             | 平成18年3月1日 和気町        | 和気町        |
| 磐梨郡 佐伯村   | 磐梨郡 佐伯本村 | 明治33年4月1日 赤磐郡 | 昭和17年4月1日 赤磐郡 佐伯村 | 赤磐郡 佐伯村                        | 昭和30年3月31日 佐伯町             | 佐伯町                             | 平成18年3月1日 和気町        | 和気町        |
| 磐梨郡 米沢村   | 磐梨郡 佐伯本村 | 明治33年4月1日 赤磐郡 | 昭和17年4月1日 赤磐郡 佐伯村 | 赤磐郡 佐伯村                        | 昭和30年3月31日 佐伯町             | 佐伯町                             | 平成18年3月1日 和気町        | 和気町        |
| 磐梨郡 津瀬村   | 磐梨郡 佐伯本村 | 明治33年4月1日 赤磐郡 | 昭和17年4月1日 赤磐郡 佐伯村 | 赤磐郡 佐伯村                        | 昭和30年3月31日 佐伯町             | 佐伯町                             | 平成18年3月1日 和気町        | 和気町        |
| 田賀村          | 磐梨郡 佐伯上村 | 明治33年4月1日 赤磐郡 | 昭和17年4月1日 赤磐郡 佐伯村 | 赤磐郡 佐伯村                        | 昭和30年3月31日 佐伯町             | 佐伯町                             | 平成18年3月1日 和気町        | 和気町        |
| 宇生村          | 磐梨郡 佐伯上村 | 明治33年4月1日 赤磐郡 | 昭和17年4月1日 赤磐郡 佐伯村 | 赤磐郡 佐伯村                        | 昭和30年3月31日 佐伯町             | 佐伯町                             | 平成18年3月1日 和気町        | 和気町        |
| 矢田部村        | 磐梨郡 佐伯上村 | 明治33年4月1日 赤磐郡 | 昭和17年4月1日 赤磐郡 佐伯村 | 赤磐郡 佐伯村                        | 昭和30年3月31日 佐伯町             | 佐伯町                             | 平成18年3月1日 和気町        | 和気町        |
| 加三方村        | 磐梨郡 佐伯上村 | 明治33年4月1日 赤磐郡 | 昭和17年4月1日 赤磐郡 佐伯村 | 赤磐郡 佐伯村                        | 昭和30年3月31日 佐伯町             | 佐伯町                             | 平成18年3月1日 和気町        | 和気町        |
| 小坂村          | 磐梨郡 佐伯上村 | 明治33年4月1日 赤磐郡 | 昭和17年4月1日 赤磐郡 佐伯村 | 赤磐郡 佐伯村                        | 昭和30年3月31日 佐伯町             | 佐伯町                             | 平成18年3月1日 和気町        | 和気町        |
| 勢力村          | 熊山村          | 熊山村                | 熊山村                       | 昭和28年12月15日 赤磐郡 熊山町の一部 | 赤磐郡 熊山町                      | 赤磐郡 熊山町                      | 平成17年3月7日 赤磐市の一部  | 赤磐市        |
| 千躰村          | 熊山村          | 熊山村                | 熊山村                       | 昭和28年12月15日 赤磐郡 熊山町の一部 | 赤磐郡 熊山町                      | 赤磐郡 熊山町                      | 平成17年3月7日 赤磐市の一部  | 赤磐市        |
| 奥吉原村        | 熊山村          | 熊山村                | 熊山村                       | 昭和28年12月15日 赤磐郡 熊山町の一部 | 赤磐郡 熊山町                      | 赤磐郡 熊山町                      | 平成17年3月7日 赤磐市の一部  | 赤磐市        |
| 弓削村          | 熊山村          | 熊山村                | 熊山村                       | 昭和28年12月15日 赤磐郡 万富町に編入 | 昭和30年2月1日 赤磐郡 瀬戸町の一部 | 赤磐郡 瀬戸町                      | 平成19年1月22日 岡山市に編入 | 岡山市東区    |

## 行政
歴代郡長
| 代 | 氏名 | 就任年月日                | 退任年月日                | 備考                   |
| -- | ---- | ------------------------- | ------------------------- | ---------------------- |
| 1  |      | 明治11年（1878年）9月29日 |                           |                        |
|    |      |                           | 大正15年（1926年）6月30日 | 郡役所廃止により、廃官 |